# Guntalingen
Guntalingen är en ort i kommunen Stammheim i kantonen Zürich i Schweiz. Den ligger cirka 12 kilometer sydost om Schaffhausen. Orten har 332 invånare (2022).
Före den 1 januari 2019 tillhörde Guntalingen kommunen Waltalingen.